# Zehnhausen bei Wallmerod
Zehnhausen bei Wallmerod là một đô thị trong huyện Westerwald bang Rheinland-Pfalz thuộc nước Đức. Đô thị Zehnhausen bei Wallmerod có diện tích 1,57 km², dân số là 186 người (31/12/2006). Zehnhausen bei Wallmerod nằm ở Westerwald giữa Montabaur và Limburg an der Lahn.